# دان هال (مغني)
دان هال (بالإنجليزية: Dan Hall)‏ هو مغني أسترالي، ولد في 30 يونيو 1978.

## وصلات خارجية
- دان هال على موقع ميوزك برينز (الإنجليزية)